# Дифторхлорметан
Дифторхлорметан (також Фреон R-22, Хладагент R-22, Хладон-22) — фреон, хімічна формула CHClF2. Безбарвний газ зі слабким запахом хлороформу, більш отруйний, ніж R-12, не вибухонебезпечний і не горючий. У порівнянні з R-12 холодоагент R-22 гірше розчиняється в оливі, але легко проникає через нещільності й нейтральний до металів. При температурі вище 330 °C у присутності металів розкладається з виділенням токсичних речовин.
Основний метод синтезу — взаємодія хлороформу з фтороводнем в присутності пентафториду сурми (реакція Свартса):
{\displaystyle {\mathsf {CHCl_{3}+2HF\rightarrow CHF_{2}Cl+2HCl}}}
Дифторхлорметан в основному використовується для отримання тетрафторетилену (використовується для виробництва політетрафторетилену), реакція йде через утворення дифторкарбену, що утворюється при піролізі дифторхлорметану (при 550—750°С):
{\displaystyle {\mathsf {CHClF_{2}\rightarrow :CF_{2}+HCl}}}
{\displaystyle {\mathsf {2:CF_{2}\rightarrow CF_{2}=CF_{2}+D}}}
Дифторкарбен також утворюється при відщепленні хлороводню від хлордифторметану дією основ, при наявності в реакційному середовищі нуклеофілів дифторкарбен приєднується до них in situ з утворенням дифторметильних похідних:
{\displaystyle {\mathsf {CHClF_{2}+OH^{-}\rightarrow :CF_{2}+Cl^{-}+H_{2}O}}}
{\displaystyle {\mathsf {RSH+:CF_{2}\rightarrow RS-CHF_{2}}}}
Дифторхлорметан широко використовують як холодоагент, оскільки його озоноруйнівний потенціал приблизно у 20 раз нижчий, ніж у фреонів R-11 і R-12. Однак він все ж руйнує озоновий шар, тому його застосування обмежено Монреальським протоколом. У 2020 від нього планували повністю відмовитись та замінити більш безпечними для озону фреонами, такими як тетрафторетан (R-134A), R-410A (азеотропна суміш дифторметану R-32 та пентафторетану R-125), R407C або R422D. Як і інші фреони, дифторхлорметан є парниковим газом з потенціалом глобального потепління 1810.

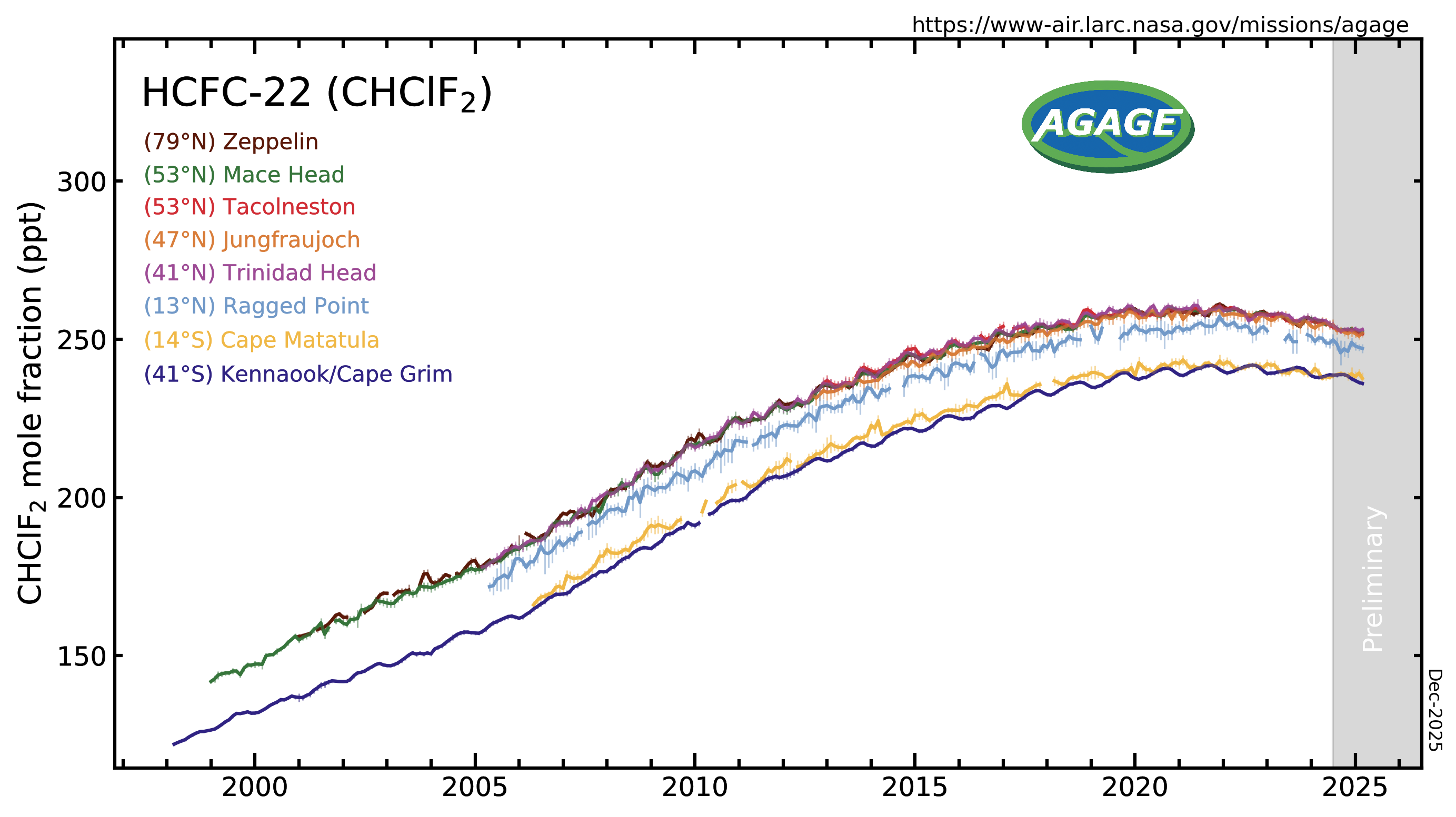
Зміна концетрації дифторхлорметану в атмосфері